# Lat Krabang (phó quận)
Lat Krabang (tiếng Thái: ลาดกระบัง, phát âm [lâːt krā.bāŋ]) là một khwaeng (phó quận) của Lat Krabang, tại Băng Cốc, Thái Lan. Vào năm 2019, nó có tổng dân số 30.353 người.